# Đặng Anh Tuấn
Đặng Anh Tuấn (sinh ngày 1 tháng 8 năm 1994) là một cầu thủ bóng đá chuyên nghiệp người Việt Nam chơi ở vị trí tiền vệ cho câu lạc bộ SHB Đà Nẵng.
Trưởng thành từ lò đào trẻ của SHB Đà Nẵng, Anh Tuấn được đôn lên đội một vào mùa giải 2013. Tính đến nay, anh đã có hơn 100 trận ra sân tại giải bóng đá vô địch quốc gia.

## Danh hiệu
SHB Đà Nẵng
- V.League 1
  -  Á quân: 2013
- Cúp quốc gia
  -  Á quân: 2013
- V.League 2
  -  Vô địch: 2023–24